# Котюнин, Василий Андреевич
Василий Андреевич Котюнин (11 февраля 1920 — 20 февраля 1979) — участник Великой Отечественной войны, лётчик-штурмовик 15-го гвардейского штурмового авиаполка (277-я штурмовая авиационная дивизия). Герой Советского Союза (1945).

## Биография
Родился 11 февраля 1920 года в городе Переславль-Залесский ныне Ярославской области. После окончания школы в 1938 году уехал в город Рыбинск, где поступил в авиационный институт на конструкторский факультет. Посещал Рыбинский аэроклуб.
В Красной Армии с августа 1940 года. В 1942 году окончил Балашовскую военную авиационную школу. Участник Великой Отечественной войны с февраля 1943 года. Воевал в составе 15 гвардейского штурмового авиационного полка 277-й штурмовой авиационной дивизии, был заместителем командира эскадрильи. К ноябрю 1944 года совершил 180 боевых вылетов, уничтожил 5 самолётов на аэродромах, 14 танков, 62 автомобиля, 36 вагонов противника.
Указом Президиума Верховного Совета СССР от 19 апреля 1945 года «за образцовое выполнение заданий командования и проявленные мужество и героизм в боях с немецко-фашистскими захватчиками» гвардии старшему лейтенанту Котюнину Василию Андреевичу было присвоено высокое звание Героя Советского Союза с вручением ордена Ленина и медали «Золотая Звезда» (№ 6205).
После войны продолжал службу в Советской Армии. В 1950 году окончил командный факультет Краснознамённой Военно-Воздушной академии. В 1960 году в звании полковника вышел на пенсию. Проживал в городе Череповце Вологодской области.
Умер 20 февраля 1979 года. Похоронен в Череповце.

## Награды
- Медаль «Золотая Звезда» Героя Советского Союза.
- Орден Ленина.
- 3 ордена Красного Знамени.
- Орден Александра Невского.
- Орден Отечественной войны 1-й степени.
- 2 ордена Красной Звезды.

## Память
- На здании школы № 1 в городе Переславль-Залесский установлена мемориальная доска.
- В Череповце школа #3 в 80-90х годах носила имя Катюнина В. А.
- этому способствовал тогдашний пионервожатый Потапов Афанасий Андреевич, чьим именем сейчас названа эта школа, а также одна из новых улиц города